# Thamniopsis glandulifera
Thamniopsis glandulifera là một loài rêu trong họ Pilotrichaceae. Loài này được (Hampe) B. H. Allen mô tả khoa học đầu tiên năm 2010.